# Evgeny Postny
Evgeny Postny (hebräisch יבגני פוסטני‎; * 3. Juli 1981) ist ein israelischer Schachmeister.

## Leben
Postny siegte oder belegte vordere Plätze in mehreren Turnieren: 2. Platz bei der U18-Jugendeuropameisterschaft in Patras (1999), 3. Platz bei der U18-Jugendweltmeisterschaft in Oropesa del Mar (1999), 3. Platz bei der U20-Jugendeuropameisterschaft in Patras (2001), 1.–2. Platz beim Elekes Memorial in Budapest (2002), 1. Platz beim FS06 GM First Saturday Turnier in Budapest (2002), 1. Platz beim GM-Turnier Balatonlelle (2003), 1. Platz beim FS07 GM First Saturday Turnier in Budapest (2003), 3. Platz beim Skanská Cup in Olmütz (2004), 1.–3. Platz beim ZMD Open in Dresden (2006), 1.–2. Platz beim Turnier in Ma’alot (2008), 2.–4. Platz beim Aegean Open in Agios Kirykos (2008) und 1.–3. Platz beim Open in Paleochora (2008).
Im Jahr 2000 wurde er Internationaler Meister, seit 2002 trägt er den Großmeister-Titel. Postny nahm 2011 und 2013 am Schach-Weltpokal teil, scheiterte aber bei beiden Teilnahmen bereits in der ersten Runde.

## Nationalmannschaft
Postny nahm mit der israelischen Nationalmannschaft an den Schacholympiaden 2008, 2012 und 2014 teil und erreichte 2008 mit der Mannschaft den zweiten Platz. Außerdem vertrat er Israel bei den Mannschaftsweltmeisterschaften 2010, 2011 und 2015 und den Mannschaftseuropameisterschaften 2009 und 2011. Bei der Mannschafts-EM 2011 erreichte er das drittbeste Ergebnis der Reservespieler.

## Vereine
In Israel spielt Postny für den Be’er Scheva Chess Club, mit dem er seit 2009 sechsmal am European Club Cup teilnahm. In der deutschen Schachbundesliga spielte Postny von 2005 bis 2007 für den Schachclub Eppingen und von 2007 bis 2009 für die Sportfreunde Katernberg. Von 2009 bis 2015 spielte er erneut für den SC Eppingen, zur Saison 2015/16 wechselte er zum SK Schwäbisch Hall, für den er bis zum Rückzug der Mannschaft nach der Saison 2017/18 spielte. Seit der Saison 2018/19 spielt Postny für BCA Augsburg. In der österreichischen Bundesliga spielte er von 2013 bis 2018 für die Salzburger Mannschaft SIR Bernhard Glatz, in Frankreich spielt er seit 2006 für den Club d’Echecs Metz Fischer. In Belgien spielt er für die Schachfreunde Wirtzfeld, mit denen er 2009, 2013 und 2018 belgischer Mannschaftsmeister wurde, er hat auch schon in Kroatien für den ŠK Zagreb gespielt, mit dem er 2008 am European Club Cup teilnahm. In der spanischen Mannschaftsmeisterschaft spielte Postny 2008 und 2010 für CE Barberà.